# 二木紘三
二木 紘三（ふたつぎ こうぞう、1942年 - ）は、おもにビジネス書やポピュラー音楽分野の歌曲について著作・記事を出している日本の著作家。

## 経歴
長野県生まれ。
長野県松本深志高校から早稲田大学第一政治経済学部に進学。大学を卒業後、出版社勤務を経て、フリーランスの文筆家となった。
1980年代以降、ビジネス書や雑学本、子ども向けの本など様々な分野で数多くの著作を発表している。
1986年の著書『ファミコン家庭学』は、ファミリーコンピュータを「新しい文化」と捉え「それを成長の糧としていくにはどうすべきか」を論じていると紹介され、1988年の著書『さわやか受験宣言』は、受験を「自立という旅に出るスタートライン」という観点から捉え直すことを勧める「よくある受験指南書とは一味違う、ユニークな本」と評された。
人工国際語の研究家であり、『国際語の歴史と思想』『国際共通語の夢』の著作がある。
1990年代後半、インターネットの普及初期には関連する著作も発表していた二木は、2000年にウェブサイト「MIDI歌声喫茶」を開設し、2007年にはこれをブログに移行して「二木紘三のうた物語」とし、様々な「うた」にまつわるエピソードをネット上で紹介している。東京新聞のコラム「洗筆」は「坊がつる讃歌」について取り上げた際に「MIDI歌声喫茶」に言及した。
赤坂憲雄は、著書『北のはやり歌』の中で、この著作のテーマについて、二木のブログを引用しながら論を立てている。

## おもな著作

### 単著
- 宮沢賢治、文研出版（文研の伝記）〈仁科雄三名で〉、1977年
- 国際語の歴史と思想、毎日新聞社（毎日選書）、1981年
- ファミコン家庭学 : 親と子の対話が広がる、フレーベル館、1986年
- 昭和20年代面白ものしり読本、ミデアム出版社、1986年
- 映像・レコード [1988年版] (就職必携/日本の産業 7)、曜曜社出版、1987年
- 映像・レコード [1989年版] (就職必携/日本の産業 7)、曜曜社出版、1988年
- さわやか受験宣言、聖文社, 1988年
- 365日今日はこの話題、日本実業出版社、1990年
- 歴史おもしろ新聞 第9巻 開国せまるペリーの黒船 : 開国と明治維新(江戸時代末期～明治時代前期) 、ポプラ社、1990年
- 歴史おもしろ新聞 第10巻 明治天皇、憲法を定める : 近代日本の発展(明治時代中期～後期) 、ポプラ社、1990年
- 文章上手になるチェックリスト : 表記の基本知識からプロの文章テクニックまで コツがつかめてすぐに使える書き方ノウハウ、日本実業出版社、1991年
- 論文・レポートの書き方―理系・技術系編、日本実業出版社、1994年
- 旧帝大の崩壊 : 地元エリート国立大学の凋落と東大・京大の行方、Wave出版、1993年、日本実業出版社、1994年
- 国際共通語の夢、筑摩書房 (ちくまプリマーブックス ; 82)、1994年
- 川とたたかう、ポプラ社 (きょう土につくした人びとふるさと歴史新聞 3)、1996年
- インターネットで世界が変わる : もっと身近にやってくる、広済堂出版 (Kosaido books)、1996年
- 株式会社のしくみ : 知りたいことがズバリわかる、日本文芸社、1997年
- 今日からはじめるインターネット25時間活用法 : 超2カンタン、アリアドネ企画 (Ariadne entertainment)、1997年
- 電車の中の日本史テスト287 : 歴史が好きになる本!!、創元社、1997年
- よくわかる経営の基本、西東社、1998年
- 電車の中の世界史クイズ286 : 歴史能力検定にも効果的!、創元社、1999年
- 金融のしくみ、西東社、1999年
- ビジネスマンのための図解勉強の技術!、日本実業出版社、1999年
- 完全図解eコマースのしくみ : 知りたいことがズバリわかる、日本文芸社、2000年
- 国際通貨の読み方 : 教養として知っておきたい、すばる舎、2001年
- 図解「話す・聴く・書く」技術!、日本実業出版社、2001年
- 必ずうまくいく打ち合わせ&ミーティングの技術 : 準備・進行からフォローまで、日本実業出版社、2002年
- 整理の技術厳選36例 : 基本を押さえて能率アップ!、創元社 (創元ビジネス双書)、2002年
- 絶対必要な仕事の技術! : これを知らなきゃビジネスマン失格だ、日本実業出版社、2003年
- 電車の中の日本史クイズ、幻冬舎 (幻冬舎文庫)、2003年
- 電車の中の世界史クイズ、幻冬舎 (幻冬舎文庫)、2003年
- 交渉の技術がみるみる上達する!、日本実業出版社、 2004年
- 根回しと下相談ですすめる交渉術 : 相手を味方に引き込んで自分の思いを必ず遂げる、日本実業出版社、2005年
- 「歩く!」仕事術 : 能率を上げる発想がひらめく、アーク出版、2005年
- 最初に浮かんだ案は今すぐ捨てろ! : アイデア超・発想法 : 「頭がいい人」の発想法が身につく本、日本文芸社 (パンドラ新書)、2006年
- 朝礼の話材280例 : すぐに使える、そのまま使える!、日本実業出版社、2012年

### 共著
- （坂田迪子との共著）ポイントをつかむ仕事の技術 : 情報の集め方から計数意識の高め方まで、ビジネスに役立つノウハウ、日本実業出版社、1995年